# Kabinetsformatie Nederland 1959

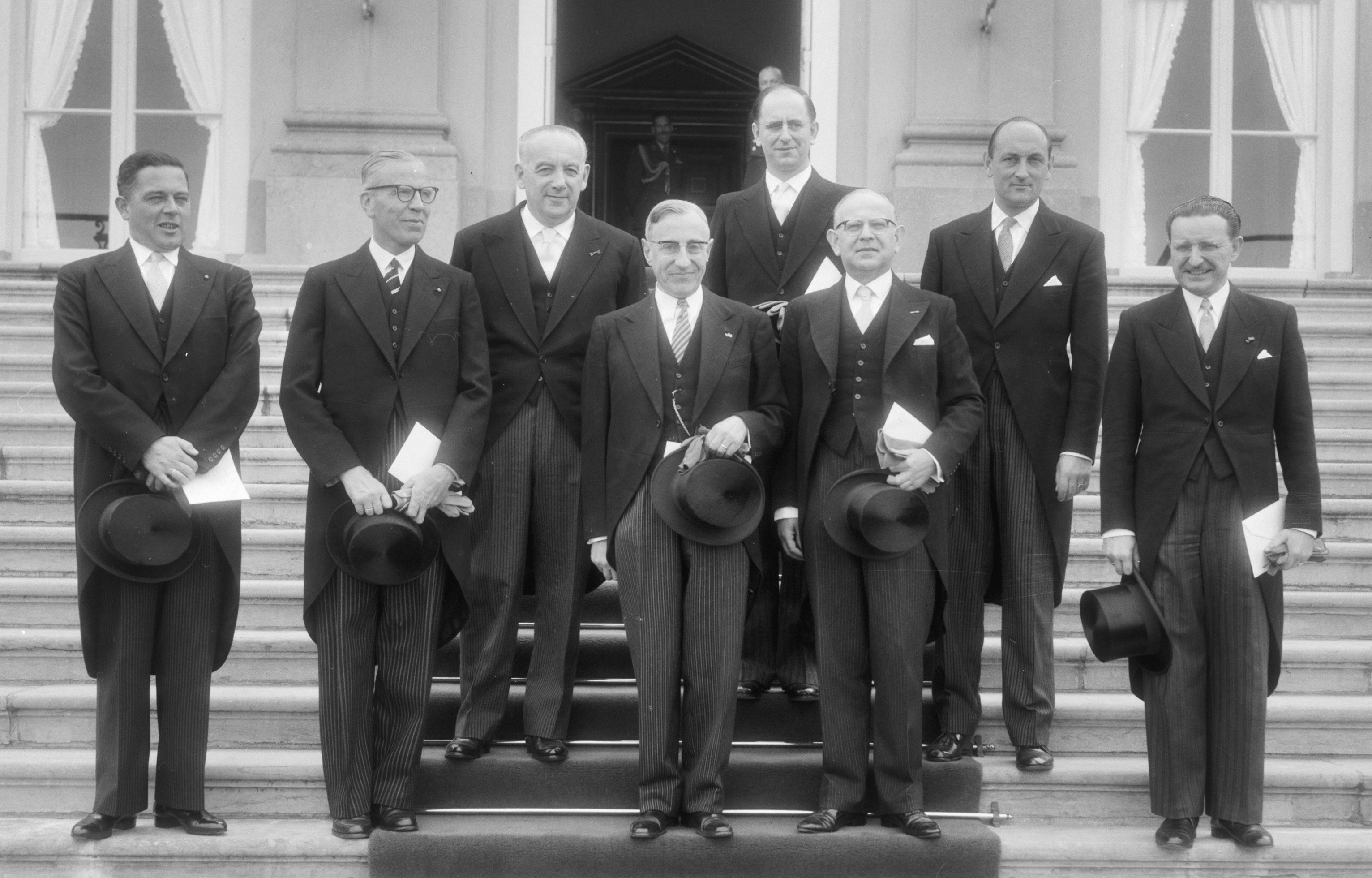
De ministers van het kabinet-De Quay.

Een kabinetsformatie vond in Nederland plaats na de Tweede Kamerverkiezingen van 12 maart 1959. De formatie duurde 63 dagen en leidde tot het aantreden van het kabinet-De Quay, bestaande uit de Katholieke Volkspartij (KVP), de Volkspartij voor Vrijheid en Democratie (VVD), de Anti-Revolutionaire Partij (ARP) en de Christelijk-Historische Unie (CHU).

## Achtergrond
De Tweede Kamerverkiezingen van 1959 volgden op de val van het kabinet-Drees III, waaruit - na een conflict tussen sociaaldemocraten en confessionelen - de PvdA was teruggetreden. Daarop had het rompkabinet Beel, bestaande uit louter confessionele bewindslieden, de verkiezingen uitgeschreven. Bij die verkiezingen trad Jaap Burger die Willem Drees was opgevolgd als PvdA-leider op als lijsttrekker. Drees' derde kabinet was gevallen over een ingrijpend meningsverschil over belastingverhogingen, die door de PvdA werden gewenst, maar door de katholieken en protestanten werden afgewezen. Voortzetting van, wat toen heette, de rooms-rode samenwerking lag dan ook niet bij voorbaat voor de hand.

### Verkiezingen
De verkiezingen lieten een grote winst zien voor de VVD, die onder leiding van Pieter Oud steeg van 13 naar 19 zetels en werd daarmee, voor de ARP, de derde partij van het land. De PvdA verloor twee zetels en ging van 50 naar 48, waarmee de KVP die gelijk bleef op 49 zetels, de grootste partij werd. Grote verliezer was de Communistische Partij van Nederland (CPN) dat, door interne conflicten geteisterd bovendien werd afgerekend op haar houding tijdens het neerslaan van de Hongaarse opstand in het najaar van 1956. Nieuwkomer in 1959 was de Pacifistisch Socialistische Partij die met 2 zetels de Kamer binnenkwam.

## Informateur Beel (1)

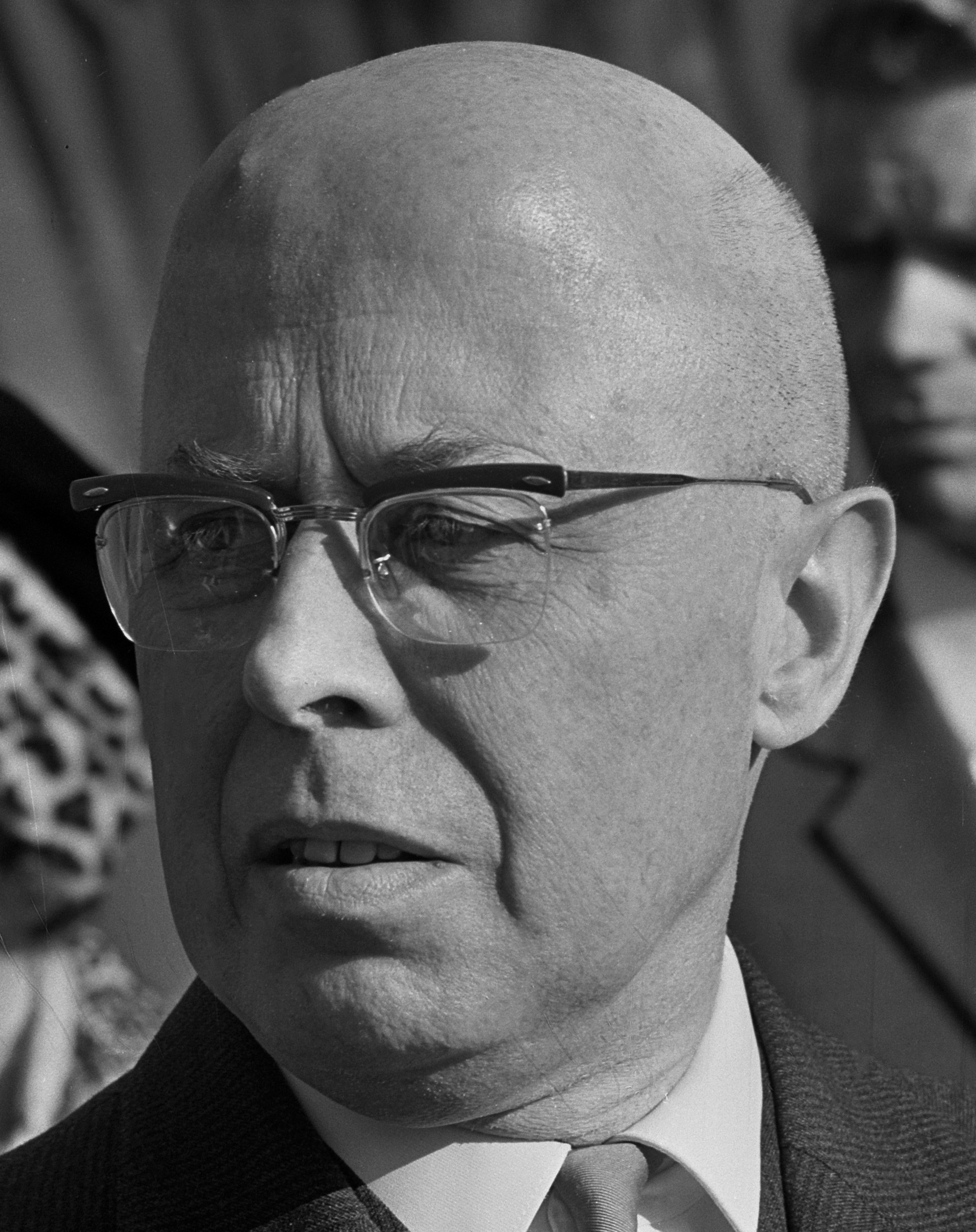
Louis Beel

Koningin Juliana benoemde, na de verkiezingen, Louis Beel tot informateur. Het was de eerste keer in de Nederlandse parlementaire geschiedenis dat er niet direct een formateur werd benoemd. Hij kwam al snel tot de conclusie dat een voortgezette samenwerking tussen socialisten en confessionelen er niet in zat, en dat de christelijke fracties aldus de steven te wenden hadden tot de VVD.

## Formateur De Quay (1)

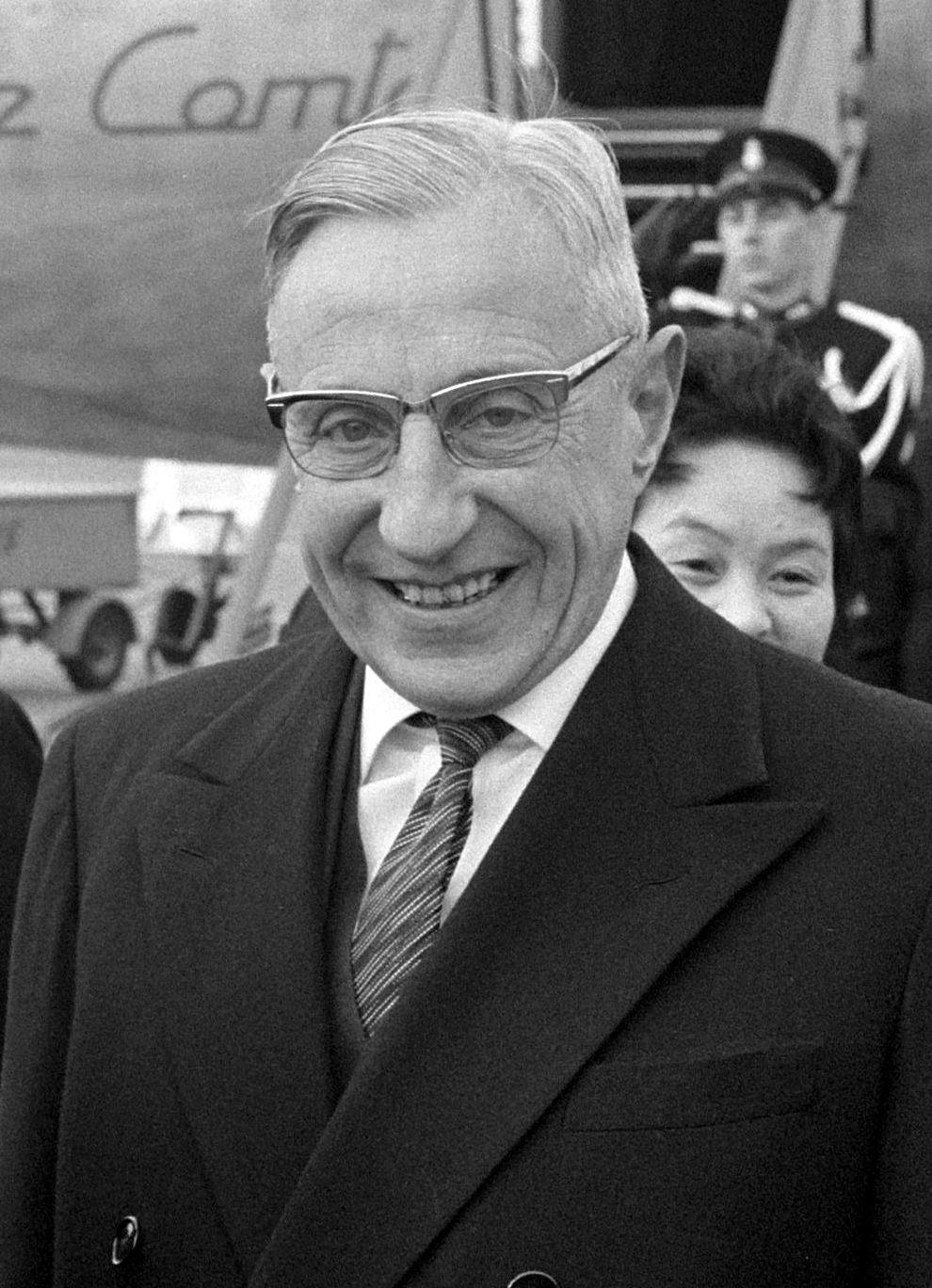
Jan de Quay

Na deze conclusie werd Jan de Quay, sinds 1946 Commissaris van de Koningin in Noord-Brabant benoemd tot formateur. Zijn optreden als zodanig stuitte in linkse kring op fel verzet. Vergeten was men nog niet dat De Quay aan het begin van de bezetting een van de drie voormannen was geweest van de Nederlandsche Unie, een aanvankelijk door grote delen van de Nederlandse bevolking gesteunde, beweging die enerzijds een tegenwicht zocht te bieden tegen de NSB maar die anderzijds wel de status quo van de Duitse bezetting tot uitgangspunt nam van beleid. Hoewel De Quay (en zijn medestichters van de Nederlandsche Unie: Hans Linthorst Homan en Louis Einthoven) na de oorlog werden "gezuiverd", kleefde hem een aura aan van "fout" geweest te zijn, dat vooral in linkse kring werd uitgebuit. De Quay kwam al vrij snel tot een aantal uitgangspunten van regeringsbeleid. Pas bij het samenstellen van de ministersploeg, bleek grote onenigheid binnen de vier partijen, en met name tussen het confessionele deel van die partijen. Zo slaagde De Quay er - na vijfendertig kandidaten te hebben gehoord - er niet in een katholieke minister van Economische Zaken te vinden. De ARP voelde zich met de haar toebedeelde posten onderbedeeld. En ook hier kwamen de partijen onderling niet uit. De Quay zag zich na ongeveer een maand gedwongen zijn opdracht terug te geven.

## Informateur Beel (2)
De koningin stelde hierop Beel opnieuw aan als informateur. Deze wist door handig schuiven Economische Zaken toe te wijzen aan de CHU, waarvoor Jan Willem de Pous beschikbaar bleek en het ministerie van Landbouw, door geen der partijen gewenst, toe te wijzen aan zijn eigen KVP. Op deze post werd Victor Marijnen benoemd, die een kabinetsformatie later zelf premier zou worden.

## Formateur De Quay (2)
De Quay zelf rondde hierop de formatie af, daarbij overigens, net als in eerdere fases, sterk ondersteund door Beel. Hijzelf werd premier van het nieuwe kabinet, maar omdat hij zich te onervaren achtte voor dit hoge ambt, stond hij erop dat - voor het eerst en voor het laatst in de geschiedenis - een staatssecretaris voor Algemene Zaken zou worden aangesteld. Deze functie zou worden bekleed door Norbert Schmelzer.